# Mort et funérailles de Margaret Thatcher
Le 8 avril 2013, l'ancienne première ministre britannique Margaret Thatcher, baronne Thatcher, est décédée d'un accident vasculaire cérébral à l'hôtel Ritz, à Londres, à l'âge de 87 ans. Le 17 avril, elle a été honorée par des funérailles cérémonielles. En raison d'opinions divergentes sur ses réalisations et son héritage, les réactions à sa mort ont été mitigées dans tout le Royaume-Uni, avec des éloges et des critiques contrastés, des célébrations de sa vie et des célébrations de sa mort.

## Maladie et décès
En 2002, Thatcher subit plusieurs petites attaques cérébrales et ses médecins lui conseillent de ne plus prendre la parole en public. Le 23 mars, elle annonce l'annulation des conférences qu'elle avait prévues et qu'elle n'en acceptera plus. Malgré sa maladie, elle préenregistre un éloge funèbre pour les funérailles de Ronald Reagan en juin 2004. Elle a assisté à la célébration de son 80e anniversaire en 2005 en compagnie de la reine et de 650 autres invités, mais sa santé a continué à décliner ; elle a été brièvement hospitalisée en 2008 après s'être sentie mal au cours d'un dîner, puis de nouveau en 2009 après s'être fracturée le bras en tombant. En juin 2009, sa fille Carol a parlé à la presse de la lutte de sa mère contre la démence,.
La baronne Thatcher est décédée à 11 h 28 HB (10 h 28 UTC) le 8 avril 2013 à l'hôtel Ritz de Piccadilly après avoir subi un accident vasculaire cérébral,,. Elle y séjournait dans une suite depuis décembre 2012, après avoir eu des difficultés à emprunter les escaliers de sa maison de Chester Square. Elle avait été invitée à séjourner au Ritz par ses propriétaires, David et Frederick Barclay, qui la soutenaient depuis longtemps. Lord Bell, porte-parole de Thatcher, a confirmé son décès à la Press Association, qui a diffusé la première dépêche aux salles de presse à 12:47 BST (11:47 UTC). Le drapeau de l'Union a été mis en berne à Downing Street, au palais de Buckingham, au Parlement et dans d'autres palais, et des fleurs ont été déposées devant son domicile.

## Funérailles

### Planification
L'organisation des funérailles a débuté en 2009. Le comité était initialement présidé par Sir Malcolm Ross, ancien maître de la maison royale. À la suite des élections générales de 2010 qui ont amené le gouvernement de coalition au pouvoir, Francis Maude, ministre du Cabinet Office, est devenu le nouveau président de la commission ; le nom de code donné aux plans a été changé en True Blue, au lieu de Iron Bridge, pour lui donner "un aspect plus conservateur",.
Les détails des funérailles de Thatcher avaient été convenus avec elle ; elle avait choisi les hymnes, dont "Love Divine, All Loves Excelling" de Charles Wesley, qui reflétait son éducation méthodiste ; elle avait également stipulé que le premier ministre de l'époque lirait une leçon tirée de la Bible.
Thatcher avait précédemment opposé son veto à des funérailles nationales, notamment pour des raisons de coût, de délibérations parlementaires et parce que cela suggérait une stature similaire à celle de Winston Churchill (ce avec quoi elle n'était pas d'accord),. Au lieu de cela, avec son accord et celui de sa famille, elle a reçu des funérailles cérémonielles, comprenant des honneurs militaires, une garde d'honneur et un service à la cathédrale Saint-Paul de Londres. Les dispositions étaient similaires à celles prises pour la reine Elizabeth, reine mère, en 2002, et pour Diana, princesse de Galles, en 1997, à l'exception des honneurs militaires, plus importants, car elle avait été chef de gouvernement. Le corps de Thatcher a été incinéré après les funérailles, conformément à ses souhaits.
Certains partisans de Thatcher se sont dits déçus qu'elle n'ait pas droit à des funérailles nationales, mais Peter Oborne, dans le Daily Telegraph, a estimé que l'ampleur de la cérémonie équivalait de facto à des funérailles nationales et a contesté le statut de funérailles cérémonielles. Oborne a soutenu que la présence de la Reine pourrait être perçue comme "partisane" puisqu'elle n'avait pas assisté aux funérailles du premier ministre travailliste Clement Attlee.
L'ampleur et le coût des funérailles pour le contribuable, estimés à tort avant l'événement à 10 millions de livres au total, ont également été critiqués par des personnalités publiques, dont l'évêque de Grantham, Tim Ellis, Lord Prescott et George Galloway,,. La famille de Thatcher a accepté de prendre en charge une partie du coût des funérailles, le gouvernement finançant le reste. Après l'événement, le 10 Downing Street a indiqué que les dépenses publiques totales pour les funérailles s'élevaient en fait à 3,6 millions de livres, dont 3,1 millions (86 %) pour les frais de police et de sécurité.
Anticipant d'éventuelles protestations et manifestations le long du parcours, la police a mis en place l'une des plus importantes opérations de sécurité depuis les Jeux olympiques d'été de 2012,. Avec en toile de fond les attentats à la bombe du marathon de Boston deux jours plus tôt, il a été annoncé que plus de 4 000 agents de police seraient déployés. La foule est restée pacifique, les supporters ayant étouffé la plupart des protestations éparses par des acclamations et des applaudissements,. Quelques centaines de personnes sont venues manifester à Ludgate Circus, certaines criant et d'autres tournant le dos, tandis que d'autres manifestants ont dressé un piquet de grève le long de l'itinéraire.

### Jour des funérailles et suites
Les drapeaux le long de Whitehall ont été mis en berne à 08h00, et comme une rare marque de respect, les carillons de la Grande Horloge du Palais de Westminster, y compris Big Ben, ont été réduits au silence à partir de 09h45 pour la durée des funérailles. À la Tour de Londres, un canon de 105 mm a tiré toutes les 60 secondes pendant la procession :10 h 43 Des cloches étouffées sonnent à l'église St Margaret de l'abbaye de Westminster :10 h 02 et à l'église Saint-Paul.
Le cortège funèbre a commencé aux Chambres du Parlement, où le cercueil de Thatcher avait reposé pendant la nuit dans la chapelle de St Mary Undercroft sous St Stephen's Hall au Palais de Westminster :
Depuis le Palais de Westminster, un corbillard motorisé a parcouru Whitehall, traversé Trafalgar Square, puis le Strand et Aldwych ;
- À St Clement Danes, l'église centrale de la RAF, à l'extrémité est du Strand, le cercueil a été transféré dans un affût de canon tiré par la King's Troop, Royal Horse Artillery ;

- Le cortège continue le long de Fleet Street et de Ludgate Hill avant d'arriver à la cathédrale Saint-Paul[31],[36] ;

- À Saint-Paul, le cercueil est porté dans la cathédrale par des membres des forces armées et descendu dans la nef précédé par ses petits-enfants, Michael et Amanda, qui portent des coussins portant les insignes de Thatcher de l'Ordre de la Jarretière et de l'Ordre du Mérite.

Le doyen de l'église Saint-Paul, David Ison, a prononcé les paroles d'introduction. Amanda Thatcher a fait la première lecture de la Bible ; la deuxième lecture a été faite par le premier ministre, David Cameron. L'évêque de Londres, Richard Chartres, a également prononcé un discours.
On s'attendait à ce qu'il y ait environ 2 300 personnes en deuil à St Paul's pour les funérailles. Les invitations ont été décidées par la famille Thatcher et ses représentants, ainsi que par le gouvernement et le parti conservateur. La liste des invités comprenait sa famille et ses amis, d'anciens collègues, y compris d'anciens membres du cabinet britannique, et des membres du personnel qui ont travaillé en étroite collaboration avec elle. Des invitations ont également été envoyées aux représentants de quelque 200 pays et aux cinq présidents des États-Unis en exercice, bien que Jimmy Carter ait précisé plus tard qu'il n'avait pas reçu d'invitation, ainsi qu'aux quatre premiers ministres britanniques en exercice. Deux chefs d'État en exercice, 11 premiers ministres en exercice et 17 ministres des affaires étrangères en exercice étaient présents.
C'est la deuxième fois seulement que la reine assiste aux funérailles d'un de ses premiers ministres, la seule autre fois étant pour celles de Churchill en 1965.Sa présence aux funérailles a été interprétée par certains comme ayant élevé " le statut des funérailles à celui de funérailles d'État, sauf de nom .La reine et son époux, le prince Philip, duc d'Édimbourg, ont été conduits à l'intérieur et à l'extérieur de la cathédrale par le lord-maire de Londres, Roger Gifford, qui portait l'épée de deuil. L'épée avait été utilisée pour la dernière fois lors des funérailles de Churchill.
Après le service religieux, le cercueil a été transporté par un corbillard motorisé de St Paul au crématorium de Mortlake, où Denis Thatcher avait été incinéré près de dix ans auparavant. Seuls les membres de la famille proche ont assisté à la cérémonie d'incinération. Le 28 septembre 2013, un service privé et non médiatisé a été organisé en l'honneur de Thatcher dans la chapelle All Saints de l'infirmerie Margaret Thatcher de l'hôpital royal de Chelsea. Les cendres de Mme Thatcher ont ensuite été inhumées dans le parc de l'hôpital, à côté de celles de son mari,.

## Réactions

### Famille
Le 10 avril, deux jours après la mort de Thatcher, son fils Mark a évoqué le décès de sa mère sur les marches de sa maison de Chester Square. Il a déclaré aux journalistes que sa famille était "fière et également reconnaissante" que la Reine assiste à ses funérailles, dont la présence, a-t-il dit, aurait été pour sa mère "un grand honneur et une grande humilité". Il a exprimé sa gratitude pour tous les messages de soutien et de condoléances reçus de partout. Trois jours plus tard, le 13 avril, sa fille Carol a remercié le président américain Barack Obama et d'autres personnes pour leurs hommages, ainsi que tous ceux qui ont envoyé des messages de sympathie et de soutien.

### Réactions politique
Un porte-parole du palais de Buckingham a fait part de la tristesse de la reine à l'annonce de son décès et a indiqué qu'elle enverrait un message privé à la famille.
Le Premier ministre et chef du Parti conservateur David Cameron a écourté sa visite en Espagne et a ordonné la mise en berne des drapeaux. Il a publié une déclaration déplorant la perte d'un « grand premier ministre, d'un grand leader, d'un grand Britannique ». Le vice premier ministre et chef des libéraux démocrates, Nick Clegg, a fait l'éloge de Thatcher, estimant qu'elle avait défini la politique britannique moderne et que, même si elle avait « divisé l'opinion" à son époque, il n'y avait guère de désaccord sur "la force de sa personnalité et le radicalisme de sa politique ».
Le chef de l'opposition et leader du parti travailliste, Ed Miliband, a déclaré qu'on se souviendrait d'elle pour avoir « remodelé la politique de toute une génération et déplacé le centre de la politique britannique » et pour sa stature dans le monde. Il a ajouté que, bien que le parti travailliste ait été en désaccord avec une grande partie de son action, « nous pouvons être en désaccord tout en respectant grandement ses réalisations politiques et sa force personnelle ».
John Major, son successeur au poste de Premier ministre, a reconnu que le leadership de Thatcher avait permis de redresser la Grande-Bretagne dans une large mesure : « Ses réformes de l'économie, de la législation syndicale et sa récupération des îles Malouines l'ont élevée au-dessus de la politique normale ». Les anciens Premiers ministres travaillistes Tony Blair et Gordon Brown ont déclaré que même ceux qui n'étaient pas d'accord avec elle admireraient sa force de caractère, ses convictions, sa vision de la place de la Grande-Bretagne dans le monde et sa contribution à la vie de la nation britannique.
Le premier ministre écossais et leader du SNP Alex Salmond a reconnu que « Margaret Thatcher était un premier ministre vraiment formidable dont les politiques ont défini une génération politique ». Le leader du Plaid Cymru Leanne Wood, tout en exprimant sa sympathie à sa famille, a critiqué les effets de ses politiques sur le Pays de Galles.
L'ancienne dirigeante du Parti vert, Caroline Lucas, a regretté que, bien que Thatcher ait été la première femme Premier ministre, « elle n'ait pas fait grand-chose pour les femmes, que ce soit à l'intérieur ou à l'extérieur de la Chambre des communes ». Le dirigeant de l'UKIP, Nigel Farage, a exprimé sa sympathie dans un tweet, rendant hommage à « une grande dame patriotique ».

### Réaction générale
La Chambre des communes a été rappelée pour tenir une session spéciale sur l'héritage de Thatcher. Alors que les ministres actuels et anciens ont adopté un ton conciliant dans leurs discours, certains membres du Parti travailliste ont attaqué l'héritage de Thatcher,,. Plus de la moitié des députés travaillistes ont choisi de boycotter l'hommage à Thatcher, beaucoup déclarant qu'il aurait été hypocrite pour eux de l'honorer alors que leurs électeurs continuaient à souffrir de certaines des décisions qu'elle avait prises,. L'ancien député Tony Benn, l'ancien maire de Londres Ken Livingstone et Paul Kenny, secrétaire général du syndicat GMB, ont déclaré que ses politiques étaient source de division et que son héritage impliquait « la destruction des communautés, l'élévation de la cupidité personnelle au-dessus des valeurs sociales et la légitimation de l'exploitation des faibles par les forts » ; toutefois, Benn a reconnu certaines de ses qualités personnelles.
De nombreuses réactions ont été hostiles, en particulier de la part de ses anciens opposants,. Les habitants d'Orgreave, dans le South Yorkshire, site de la bataille d'Orgreave entre les mineurs de charbon en grève et la police en juin 1984, ont déclaré que leur village avait été « décimé par Thatcher ». L'Associated Press a cité un certain nombre de mineurs qui ont réagi à sa mort en disant simplement : « bon débarras ». Chris Kitchen, secrétaire général de la National Union of Mineworkers, a déclaré que les mineurs « ne verseraient pas une larme pour elle ». Un simulacre d'enterrement a été organisé dans le village de Goldthorpe, dans le South Yorkshire, où une effigie de Thatcher a été brûlée.
Des fêtes de rue spontanées ont été organisées dans toute la Grande-Bretagne, comparables à l'enthousiasme manifesté pour l'assassinat du premier ministre en exercice Spencer Perceval en 1812 ; des célébrations de sa mort ont eu lieu à Glasgow, Brixton, Liverpool, Bristol, Leeds, Belfast, Cardiff et ailleurs,,. Le conseil municipal de Glasgow a conseillé aux citoyens de se tenir à l'écart des fêtes de rue organisées sans leur participation ou leur consentement pour des raisons de sécurité. Le 13 avril, une manifestation plus importante rassemblant environ 3 000 manifestants a eu lieu à Trafalgar Square, à Londres,,,. Des graffitis ont été affichés, appelant à ce qu'elle « pourrisse en enfer »,. Le réalisateur socialiste Ken Loach a suggéré de privatiser ses funérailles et de lancer un appel d'offres au moins disant. Le site web du Daily Telegraph a fermé les commentaires sur tous les articles relatifs à sa mort en raison de l'envoi de spams par des trolls en ligne.

### Politique internationale
Les éloges funèbres et les témoignages de condoléances ont été accompagnés de réactions peu sympathiques en Argentine, en raison de son rôle dans la guerre des Malouines, et en Afrique du Sud, en raison de son soutien à un engagement constructif avec l'Afrique du Sud du temps de l'apartheid,.
Ban Ki-moon, Secrétaire général des Nations Unies, a décrit Thatcher comme « Un grand modèle en tant que première femme Premier ministre du Royaume-Uni, qui a non seulement démontré son leadership mais a donné un grand espoir à de nombreuses femmes pour l'égalité, l'égalité des sexes au Parlement ». Le message du Pape François « rappelle avec appréciation les valeurs chrétiennes qui ont sous-tendu son engagement dans le service public et dans la promotion de la liberté au sein de la famille des nations ».
Le président irlandais Michael D. Higgins a présenté ses condoléances en déclarant : « On se souviendra d'elle comme de l'un des premiers ministres britanniques les plus convaincus » : "Le Taoiseach (premier ministre irlandais) Enda Kenny a déclaré qu'il était « attristé » d'apprendre la mort de Thatcher, tandis que le dirigeant du Sinn Féin Gerry Adams a critiqué « Le grand mal fait aux peuples irlandais et britannique pendant son mandat de premier ministre britannique », ajoutant : « Ici, en Irlande, son adhésion aux anciennes politiques militaristes draconiennes a prolongé la guerre et causé de grandes souffrances ».
Le président français François Hollande et la chancelière allemande Angela Merkel ont fait remarquer que Thatcher avait laissé « une profonde impression sur l'histoire de son pays ». Merkel a ensuite salué la croyance de Thatcher dans la liberté de l'individu comme ayant contribué à « surmonter la partition de l'Europe et la fin de la guerre froide ».
Le premier ministre suédois Fredrik Reinfeldt a déclaré qu'elle était « une idéologue parmi les pragmatiques ».
Le premier ministre espagnol Mariano Rajoy l'a saluée comme une référence du 20e siècle et a déclaré que c'était un triste jour pour l'Europe.
Le président roumain Traian Băsescu et le premier ministre et ministre des affaires étrangères de Bulgarie, Marin Raykov, ont cité l'influence qu'elle avait exercée sur eux et lui ont adressé leurs condoléances. Ils ont reconnu que Thatcher était une figure centrale de l'histoire européenne moderne et que son application de la loi et des principes économiques libéraux avait contribué à la chute du communisme dans le bloc de l'Est,. Le ministre polonais des affaires étrangères Radosław Sikorski a déclaré qu'elle était une « championne intrépide de la liberté ».
Le Premier ministre canadien Stephen Harper a reconnu que Thatcher avait « défini l'époque dans laquelle elle a servi ainsi que le conservatisme contemporain lui-même ».
Le président américain Barack Obama a déploré la perte d'une « véritable amie ». Dans sa déclaration, il a fait l'éloge d'une « partisane inconditionnelle de notre alliance transatlantique, elle savait qu'avec force et détermination, nous pouvions gagner la guerre froide et étendre la promesse de la liberté ».
La première ministre australien Julia Gillard a admiré les réalisations de Thatcher en tant que femme.
Le premier ministre néo-zélandais John Key a salué la détermination de Thatcher et a exprimé sa tristesse pour sa famille et la Grande-Bretagne.
Le premier ministre israélien Benjamin Netanyahu a déploré la perte d'un « véritable ami du peuple juif et d'Israël ».
Le premier ministre japonais Shinzo Abe l'a qualifiée de grande femme d'État.
Le président philippin Benigno Aquino III l'a qualifiée, dans un communiqué, de formidable leader mondial.
À la demande de la famille de Thatcher, la présidente argentine Cristina Fernández de Kirchner n'a pas été invitée aux funérailles. Le ministre argentin des Affaires étrangères, Héctor Timerman, a déclaré que toute invitation aurait été une provocation de plus. L'ambassadrice argentine, Alicia Castro, a été invitée conformément au protocole diplomatique, mais a décliné l'invitation.
Le premier ministre indien Manmohan Singh, le président pakistanais Asif Ali Zardari et le président sud-africain Jacob Zuma ont exprimé leurs condoléances,,, tout comme le président russe Vladimir Poutine, qui a déclaré que Mme Thatcher était « une personne pragmatique, dure et cohérente ». L'ancien dirigeant soviétique Mikhaïl Gorbatchev a exprimé sa tristesse face à la perte d'un « grand" homme politique "dont les paroles avaient un grand poids ».